# Vranov (ort i Tjeckien, Mellersta Böhmen)
Vranov är en ort i Tjeckien.   Den ligger i regionen Mellersta Böhmen, i den centrala delen av landet, 40 km sydost om huvudstaden Prag. Vranov ligger 365 meter över havet och antalet invånare är 301.
Terrängen runt Vranov är platt västerut, men österut är den kuperad. Runt Vranov är det ganska tätbefolkat, med 54 invånare per kvadratkilometer. Närmaste större samhälle är Benešov, 10,2 km sydväst om Vranov. I omgivningarna runt Vranov växer i huvudsak blandskog.